# U-18-Faustball-Europameisterschaft der Frauen 2004
Die 4. Faustball-Europameisterschaft für weibliche U18-Mannschaften fand am 17. und 18. Juli 2004 in Jona (Schweiz) zeitgleich mit der Europameisterschaft 2004 für männliche U18-Mannschaften statt. Die Schweiz war zum zweiten Mal Ausrichter der Faustball-Europameisterschaft der weiblichen U18-Mannschaften.

## Vorrunde
Spielergebnisse
| Schweiz     | – | Österreich  | 1:2 | (15:20, 20:17, 13:20) |
| Deutschland | – | Italien     | 2:0 | (20:6, 20:6)          |
| Schweiz     | – | Deutschland | 0:2 | (8:20, 14:20)         |
| Österreich  | – | Italien     | 2:0 | (20:6, 20:10)         |
| Schweiz     | – | Italien     | 2:0 | (20:6, 20:13)         |
| Deutschland | – | Österreich  | 2:0 | (20:13, 20:11)        |

## Halbfinale
Der Sieger der Vorrunde war direkt für das Finale qualifiziert, der Zweite und der Dritte spielten im Halbfinale um den Finaleinzug.
| Österreich | – | Schweiz | 1:2 | (21:19, 19:21, 9:20) |

## Finalspiele
| Spiel um Platz 3 | Spiel um Platz 3 | Spiel um Platz 3 | Spiel um Platz 3 | Spiel um Platz 3 | Spiel um Platz 3 |
| ---------------- | ---------------- | ---------------- | ---------------- | ---------------- | ---------------- |
| Österreich       | –                | Italien          | 2:0              | (20:6, 20:6)     |                  |
| Finale           |                  |                  |                  |                  |                  |
| Deutschland      | –                | Schweiz          | 0:2              | (18:20, 11:20)   |                  |

## Platzierungen
| Rang | Land        |
| ---- | ----------- |
| 1.   | Schweiz     |
| 2.   | Deutschland |
| 3.   | Österreich  |
| 4.   | Italien     |